# خاباروفکا
خاباروفکا (به لاتین: Khabarovka) یک منطقهٔ مسکونی در روسیه است که در جمهوری آلتای واقع شده‌است.